# Misrətdin İsgəndərov
Misrətdin Mehdi oğlu İsgəndərov (beim Weltschachbund FIDE Misratdin Iskandarov; * 14. Januar 1995 in Sumqayıt) ist ein aserbaidschanischer Schachspieler.

## Erfolge
Für die aserbaidschanische Nationalmannschaft spielte er unter anderem bei zwei U16-Jugendolympiaden: 2009 in Akhisar und 2011 in İzmit. Im Dezember 2021 gewann er das Bicapwan-Schachturnier in Sousse. Beim Schach-Weltpokal 2023 in Baku gewann er in der ersten Runde gegen Bobby Cheng und schied in der zweiten Runde gegen D. Gukesh aus.
Vereinsschach spielt er regelmäßig in der aserbaidschanischen und türkischen höchsten Liga.
Er ist verheiratet mit Frauen-Großmeisterin Nərmin Kazımova und lebt im türkischen Adana.

## Titel und Rating
Im Mai 2012 hatte er die erforderlichen Normen für den Titel Internationaler Meister, jedoch mit 2253 noch nicht die erforderliche Elo-Zahl erreicht. Die Normen erzielte er beim Nachitschewan-Open 2011 (mit Siegen gegen unter anderem die Großmeister Shojaat Ghane und Serhij Fedortschuk), beim 10. Khazar-Open im iranischen Rascht (mit Siegen gegen unter anderem die Großmeister Sərxan Quliyev, Morteza Mahjoub und Homayoon Toufighi) sowie beim Nachitschewan-Open 2012 (mit Siegen gegen unter anderem die Großmeister Aljaksej Aljaksandrau und Sergei Wolkow). Die erforderliche Elo-Zahl von mehr als 2400 erreichte er im September 2013, so dass ihm dann der Titel Internationaler Meister verliehen werden konnte. Seit Februar 2020 trägt er den Großmeister-Titel. Die Normen hierfür erzielte er in der türkischen Mannschaftsmeisterschaft der Saison 2014/15, die in Konya ausgetragen wurde, beim Nachitschewan-Open 2017 sowie beim 4. Internationalen Metropolitan-Municipality-Turnier im Mersin im November 2019.
Mit seiner höchsten Elo-Zahl von 2601 im Mai 2022 lag er auf dem siebten Platz der aserbaidschanischen Elo-Rangliste.